# Mascots
Mascots es una película de comedia y falso documental de 2016 dirigida por Christopher Guest, quien coescribió el guion con Jim Piddock. La película cuenta con un reparto formado por Jane Lynch, Parker Posey, Fred Willard, Ed Begley Jr., Christopher Moynihan, Don Lake, Zach Woods, Chris O'Dowd, Michael Hitchcock, Bob Balaban y Jennifer Coolidge.
Guest tiene un pequeño papel como Corky St. Clair, un personaje que interpretó por primera vez en Waiting for Guffman. Posey, Willard, Lake, Balaban y Hitchcock también aparecieron en Guffman, pero desempeñan papeles diferentes en esta película.
Mascots se estrenó en el Festival Internacional de Cine de Toronto el 10 de septiembre de 2016, antes de ser estrenada en Netflix el 13 de octubre de 2016.

## Sinopsis
Varias mascotas deportivas compiten por el premio Gold Fluffy del campeonato de la Asociación Mundial de Mascotas.

## Reparto
- Jane Lynch como Gabby Monkhouse
- Parker Posey como Cindi Babineaux
- Christopher Guest como Corky St. Clair
- Fred Willard como Greg Gammons, Jr.
- Ed Begley Jr. como A.J. Blumquist
- Christopher Moynihan como Phil Mayhew
- Don Lake como Buddy Campbell
- Brad Williams como Ron 'The Worm' Trippman
- Zach Woods como Mike Murray
- Chris O'Dowd como Tommy 'Zook' Zucarello
- Susan Yeagley como Laci Babineaux
- Tom Bennett como Owen Golly, Jr.
- Kerry Godliman como Sarah Golly
- Bob Balaban como Sol Lumpkin
- Jennifer Coolidge como Jolene Lumpkin
- Michael Hitchcock como Langston Aubrey
- Maria Blasucci como Jessica Mundt
- John Michael Higgins como Upton French
- Jim Piddock como Owen Golly Sr.
- Kathreen Khavari como Recepcionista de Las Palmas
- Oscar Nunez como Cesar Hidalgo
- Sarah Baker como Mindy Murray
- Harry Shearer como Locutor de la competencia
- Crafty St. James como Dino

## Producción
Netflix anunció el 11 de agosto de 2015 que se lanzaría en el servicio de streaming en 2016. El 26 de agosto de 2015 se informó que los colaboradores invitados anteriores Jane Lynch, Parker Posey, John Michael Higgins, Jennifer Coolidge, Bob Balaban y Chris O'Dowd estaban en negociaciones para unirse a la película. Se proyectó en la sección de Presentaciones Especiales del Festival Internacional de Cine de Toronto de 2016.